# IC 4421
IC 4421 — эллиптическая галактика типа Е в созвездии Центавр.
Этот объект входит в число перечисленных в оригинальной редакции «Нового общего каталога».